# Liga Santa (1594)
La Liga Santa fue una alianza militar de países europeos predominantemente cristianos establecida en 1594 por el papa Clemente VIII dirigida contra el Imperio otomano durante la Guerra Larga. El objetivo de esa alianza era expulsar a los otomanos de Europa
La coalición estaba liderada por  Rodolfo. La Santa Sede dio por hecho que Polonia se uniría a la Liga,
junto con todos los vecinos más poderosos del Imperio otomano, a pesar de sus enemistades mutuas. La liga esperaba una ayuda de la población cristiana de los Balcanes.
El establecimiento de esta Liga Santa solo tuvo un éxito parcial, dado que solo consiguió detener más conquistas otomanas en Europa.

## Preparativos
Ya en 1583 un grupo de cosacos propuso al papa iniciar una cruzada contra los otomanos. Diez años después, Aleksandar Komulović convenció al papa para que apoyara su ambicioso plan, en el que también participaban los cosacos. Su plan consistía en establecer una alianza militar que emprendiera un ataque en tres frentes contra el Imperio otomano. El primer ataque lo organizaría el ejército de Polonia dirigido por Zamojski, el segundo ataque lo dirigiría Francesco Sforza hacia Constantinopla a través de Albania, mientras que el tercer ejército de fuerzas combinadas de Moldavia, Valaquia y Transilvania dirigido por Andrés Báthory atacaría a los otomanos con el apoyo de los cosacos y Rusia.
El establecimiento de esta Santa Liga fue iniciado por el Papado ya en 1592-1593.
Con el estallido de la Guerra Larga, Clemente VIII envió misiones al emperador Rodolfo II, a Felipe II de España y a otros príncipes. Clemente VIII subvencionó a los Habsburgo con 600 000 escudos en 1594-95. Unos tres millones de florines de subsidios fueron asegurados por Clemente VIII durante los siguientes diez años, así como tropas auxiliares italianas y la neutralidad de Francia hacia el Sacro Imperio Romano. La Liga se proyectó a gran escala, para incluir también a la Santa Sede, España y Venecia.
Clemente VIII apeló en vano a España y a Venecia. También esperaba que el rey sueco Segismundo III Vasa combatiera a los otomanos en su calidad de rey de Polonia. En 1597, Clemente VIII envió una fuerza bajo el mando de su sobrino a Hungría. Lo volvió a hacer en 1598.

## Misión de Aleksandar Komulović

### Antecedentes
A finales de enero de 1593, Petar Čedolini, obispo de Hvar, envió una carta al papa invitándole a enviar enviados a Rusia para forjar una coalición cristiana unida contra los otomanos. Ese mismo año, el propio Komulović envió una propuesta similar al papa. Un informe anónimo de 1593, atribuido a Komulović por muchos estudiosos, enumera las regiones predominantemente eslavas que podrían ser movilizadas para luchar contra los otomanos: Herzegovina, Eslavonia, Croacia, Dalmacia, Serbia, Moesia, Bosnia, Rascia, Požega (Požega) y Temeşvar. Si Karlo Horvat está en lo cierto al atribuir a Komulovid un informe anónimo escrito para el Vaticano en torno a 1993 sobre los Balcanes, se tiene una prueba más del amplio enfoque de Komulovid, ya que el informe enumera los diversos pueblos que podrían movilizarse contra los turcos. En el informe se menciona a los hercinos, eslavos, croatas y dálmatas, y se dice que, excluyendo a los italianos y griegos, todos son de la nación eslava (tutti della nazione Schiavona). Komulovie pasa a enumerar Serbia, Moe-sia, Bosnia, Rascia, Poiega y Timișoara, donde hay cristianos de rito latino y griego, y señala de nuevo que casi todos los habitantes de esta zona son de la nación eslava. El fraile dálmata Francesco Antonio Bertucci e Iván (Janko) Alberti fueron a Roma para proponer al papa iniciar la campaña antiotomana mediante el ataque y la captura de la Klis y Herceg Novi. Su propuesta fue aceptada
A principios de 1594, Clemente VIII envió al clérigo Aleksandar Komulović de  Nona a Europa central y oriental con el propósito de persuadir a los gobernantes de Transilvania, Moldavia, Valaquia y el Zarato ruso para que se unieran a una alianza contra los otomanos. Komulović también intentó reclutar a los cosacos de Zaporozhia, que eran importantes como asaltantes frecuentes del territorio otomano. Komulović debía apelar a los serbios sobre la liberación de los otomanos.

### Miembros de la misión
La misión fue dirigida por Aleksandar Komulović que participó en la misión en todo su período entre 1593 y 1597. Komulović y Giovanni Battista de  Cres mantuvieron amplios contactos con la Patriarcado de Peć. Otro miembro de la misión de Komulović fue Thommaso Raggio (1531-1599), que regresó a Italia en 1595 mientras Komulović permaneció en los Balcanes hasta 1597 y presentó un informe detallado al papa a su regreso. Viajó a Moscú y visitó dos veces la corte del emperador ruso, en 1595 y en 1597, pero no logró convencer a los moscovitas de que aceptaran sus propuestas.

### Países, territorios y personas proyectadas como miembros
Esta coalición debía incluir a todos los eslavos cristianos, incluido el Rusia ortodoxo. Komulović viajó vía Venecia, Trento, Innsbruck y Viena a Alba Iulia. El objetivo de este viaje era convencer al Tsar de Rusia, al rey de Polonia (incluidos los cosacos de Zaporozhia), al príncipe de Transilvania y a los voivodas de Moldavia y Valaquia para que se unieran a una coalición occidental antiotomana. Su objetivo era también inspirar a los serbios a levantarse contra los otomanos. Según algunas fuentes continuó su viaje a Ancona,  Hvar, Dubrovnik, Albania veneciana, Kosovo, Macedonia, Bulgaria, y finalmente Moldavia.

#### Serbios

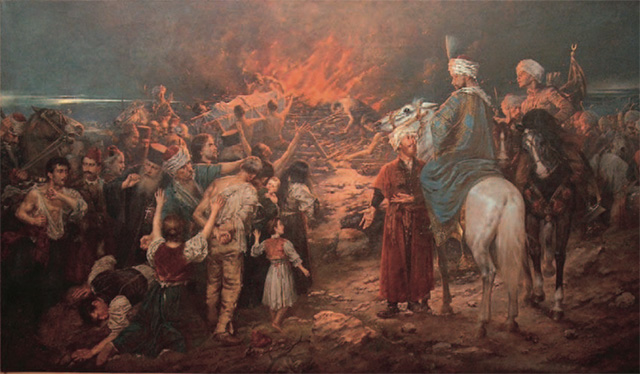
La quema de las reliquias de San Sava. Pintura por Stevan Aleksić (1912)

En las instrucciones del papa Clemente VIII a Komulović, se elogiaba explícitamente a los serbios como valientes, mientras que se decía que los vecinos búlgaros no estaban dispuestos a luchar. Es posible que estas instrucciones fueran compuestas por el propio Komulović. Aun así, la misión inspiró una serie de levantamientos en los territorios poblados por serbios, como el Levantamiento de Banat y el Levantamiento de Peć en 1594. Clemente VIII decidió no apoyar el Levantamiento serbio de 1596-97. Sin el apoyo adecuado de otros países cristianos todos estos levantamientos fueron reprimidos con grandes bajas para la población civil serbia. En un acto de represalia, el Gran Visir Koca Sinan Pasha ordenó la quema de las reliquias de san Sava, patrón de Serbia y de los serbios. El arzobispo de Peć y patriarca de Serbia y líder espiritual de la Iglesia Ortodoxa Serbia Jovan Kantul, que apoyó el levantamiento de los serbios, fue capturado por los otomanos y estrangulado en Estambul.

#### Rusia
Rusia se negó a participar alegando la mala relación con Polonia como justificación.

#### Cosacos
Tras el estallido de la Guerra Larga en 1593, Rodolfo II envió a su enviado, el conde Eric Lasota, a  Zaporozhia.
En 1594 y 1595 los cosacos saquearon Moldavia e invadieron Transilvania.

#### Albaneses
En 1593 se envió al papa una extraña carta en lengua italiana en la que "ancianos de Albania" pedían al emperador del Sacro Imperio Romano Germánico y al rey de Polonia que "se movieran" contra los otomanos. Komulović recibió instrucciones de viajar primero a Venecia para establecer contactos con los albaneses. En Venecia se alojó en la casa del notable Thomasso Pelessa de Albania. Komulović se reunió supuestamente con representantes de los "albaneses" en Venecia. Las instrucciones de los papas y varias cartas que Komulović había cosido en un cojín. Al salir de Venecia cometió un tremendo error y olvidó el cojín dejando atrás tres cartas escritas en lingua Serviana por la "gente de Albania". Las autoridades venecianas llegaron a tener en su poder esas cartas y concluyeron que habían sido falsificadas por Komulović, algo que también cree el moderno historiador australiano Zdenko Zlatar.
En julio de 1594, se convocó una asamblea en un monasterio de Mat, por parte de los jefes tribales albaneses, a los que se unieron algunos súbditos venecianos, de los que Mark Gjin fue elegido su líder. En 1595 visitó Roma para recibir el apoyo del papa.
La Revuelta de Himara estalló en Albania en 1596, pero fue fácilmente reprimida después de que los venecianos convencieran a algunos de los caciques para que no se unieran a la rebelión.

#### República de Ragusa
Según algunos rumores, la República de Ragusa estaba dispuesta a expulsar a Komulović porque los otomanos les ofrecían algunos beneficios si lo hacían. Los ragusanos estaban preocupados debido a las acciones antiotomanas de los jesuitas ragusanos.

#### Santo Imperio Romano
En 1597 Komulović emprendió su viaje de regreso y se detuvo en Praga para proponer a Emperador Rodolfo II la reconquista de Klis, que un año antes había sido capturada brevemente por los Uscocos.

### Resultado de la misión de Komulović
Komulović no consiguió formar la coalición antiotomana, ya que ninguno de los países aceptó la invitación del papa.

## Tratado de alianza
Al comienzo de la Guerra Larga, en 1593, Rodolfo y Bátori prepararon la estrategia para incluir la participación de Moldavia y Valaquia en la Liga Santa. En el verano de 1594 sus emisarios, dirigidos por Giovanni de Marini Poli de la Ragusa, convencieron fácilmente a Aron Movila y a los boyardos moldavos para que se unieran a la liga.
En noviembre de 1594 se estableció la «Triple Alianza de los Tres Voivodas»' mediante la creación de una alianza entre el príncipe Segismundo Báthory de la Transilvania, el voivoda Aron Voda de la Moldavia, y el voivoda Miguel el Valiente de la Valaquia.
Facilitado por el papa, se firmó un tratado de alianza en Praga por emperador Rodolfo II y Segismundo Báthory de Transilvania en 1595. Aron Vodă de Moldavia y Miguel el Valiente de Valaquia se unieron a la alianza ese mismo año. El propio Clemente VIII prestó al emperador una valiosa ayuda en hombres y dinero.